# Isla Bizard
Isla Bizard (en francés: Île Bizard) es una isla cerca de la isla de Montreal en la región del archipiélago de Hochelaga.
Antiguamente, era un municipio independiente llamado Ville de L'Île-Bizard, pero ahora es parte de la ciudad de Montreal, en la subdivisión de L'Île-Bizard–Sainte-Geneviève.
Históricamente llamada Île Bonaventure, en 1723, fue llamada Isla Bizard, en honor de Jacques Bizard, a quien se le concedió como feudo (señorío/seigneurie) en 1678. La isla también fue utilizada por los colonos de Nueva Francia, como una lugar para obtener madera.